# Amphipteryx agrioides
Amphipteryx agrioides (лат.) — вид стрекоз из семейства Amphipterygidae. Типовой вид единственного в данном семействе рода Amphipteryx.

## Описание
Длина всего тела – 48.3-55 мм. У самца, задняя лопасть переднегруди равномерно изогнута, боковые лопасти маленькие и округлые, медиальные края загнуты вперёд; церк в дорсальном виде изогнут медиально и вооружен медиальной тупой квадратной лопастью длиной 0.40 мм; парапрокт тонкий, слегка заходит за церк и с медиально изогнутой вершиной, оканчивающейся одним зубцом. Длинные парапрокты и медиальная квадратная лопасть и отличают этот самый северный вид из своего рода. У самок, задняя лопасть переднегруди равномерно изогнута, боковые лопасти образуют небольшие угловатые лопасти.

## Таксономия
Вид долго считался единственным в своем роде. Ник Доннели наблюдал его представителей в Гватемале, где вид населяет подстилку из опавших листьев на краю небольших водопадов.

## Распространение
Обитают в Гватемале, Гондурасе, Мексике и, возможно, в Колумбии (однако в Южной Америке вид пока не идентифицирован). Живут во влажных тропических лесах, по рекам.

## Охрана
Угрозу для вида представляет обезлесение ради кофейных плантаций и выпаса скота.